# Període hel·lenístic d'Egipte
El període hel·lenístic d'Egipte o Egipte ptolemaic correspon al període de l'antiguitat en la regió de l'actual Egipte entre la conquesta macedònica per Alexandre el Gran i la caiguda en mans de l'Imperi Romà, és a dir, al període de domini per part de la dinastia ptolemaica o dels ptolomeus.
El terme període hel·lenístic o Alexandrí és un terme encunyat a mitjan segle xix per l'historiador alemany Johann Gustav Droysen per designar el període històric comprès entre la mort d'Alexandre el Gran (323 aC) i la de Cleòpatra VII i Marc Antoni després de la seva derrota a la batalla d'Àccium (30 aC). L'àmbit geogràfic en què es va desenvolupar el període hel·lenístic comprèn el vast territori conquerit per Alexandre el Gran, que a la seva mort es va fragmentar en diverses entitats polítiques regides després per dinasties d'origen grec o macedònic. A l'Egipte faraònic, en aquesta etapa històrica, que succeeix a l'anomenat Període Tardà, van regnar dues dinasties d'origen hel·lènic: la Macedònica (332 aC a 309 aC) i la Ptolemaica (305 aC a 30 aC).
Alguns historiadors denominen període grecoromà d'Egipte a l'època que transcorre des de l'entrada d'Alexandre el Gran al país fins a les últimes fases de la dominació romana d'Egipte, que conclou després de la mort de Teodosi I el Gran.

## Alexandre el Gran
Alexandre el Gran, després d'heretar el 336 aC (amb vint anys) el tron del seu pare Filip II, es va proposar continuar l'empresa política i militar iniciada per aquest. Després d'una sèrie de fulgurants victòries a Grècia i Anatòlia, el 332 aC va conquerir Tir després de set mesos de setge.
Alexandre va haver de decidir llavors entre dirigir-se al centre de l'Imperi Persa o prosseguir cap al sud. Sembla que una delegació de notables egipcis li va demanar que els alliberés del jou persa, i això el va fer decantar per la segona opció. La següent victòria a Gaza (332 aC), ciutat rebel com Tir, li va obrir les portes de la fins aleshores satrapia persa d'Egipte.

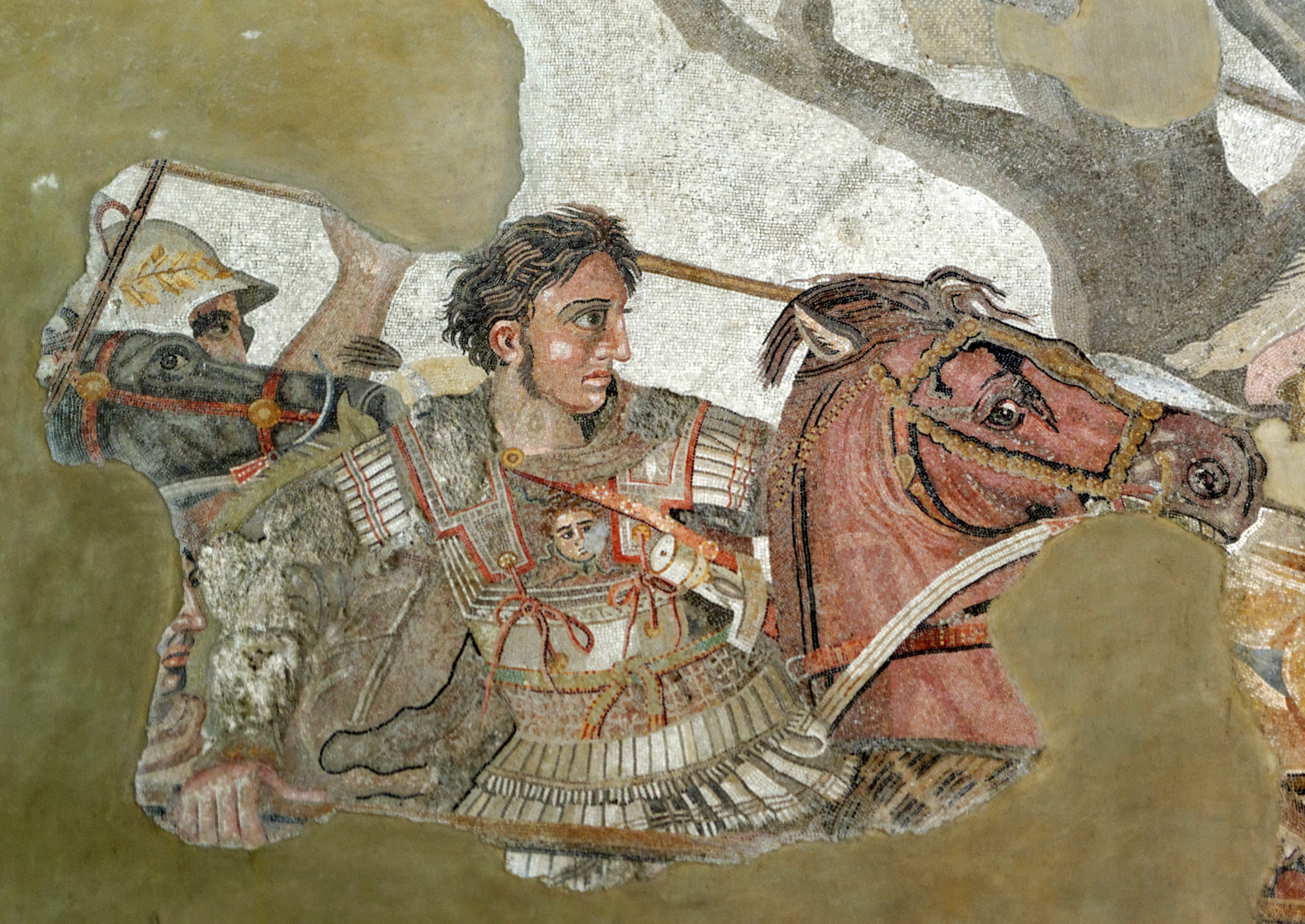
Imatge d'Alexandre el Gran. Detall del mosaic de la casa del Faune de Pompeia (Museu Arqueològic Nacional de Nàpols).

Va entrar a Memfis aclamat com un llibertador, ja que la darrera dominació persa va ser per als egipcis summament repressiva i sacrílega. Alexandre va voler mantenir aquesta primera impressió favorable, que a més li convenia, i respectar la religió i costums locals. Va ser proclamat faraó, el que li conferia rang de divinitat d'acord amb la tradició egípcia.
A l'oest del delta del Nil, al costat d'un poblat anomenat Rakotis, ordenà construir la futura ciutat d'Alexandria, projectada per Dinòcrates de Macedònia seguint el model de traçat en quadrícula clàssic grec. Aquesta ciutat acabaria tenint gran importància política i econòmica a Egipte i la Mediterrània oriental, ja que assumiria les funcions comercials de Nàucratis i la destruïda Tir i la seva situació costanera faria d'ella un punt clau de les rutes mercantils marítimes.
A continuació, Alexandre va viatjar a l'Oasi de Siwa per realitzar la seva consagració com faraó, seguint els tradicionals rituals egipcis en un temple d'Amon. Aquest déu es va identificar amb Zeus, i consolidà una equiparació que van fer els grecs per primera vegada durant la Dinastia XI.
Després de tornar de Siwa, Alexandre va romandre a Memfis fins al 331 aC, i va organitzar administrativament Egipte. Va posar a egipcis nadius en la majoria de càrrecs polítics però a un grec, Cleòmenes de Naucratis, al capdavant de les finances. Després va partir a la conquesta de la resta de l'Imperi persa. Ja mai més no tornaria a Egipte.
Cleòmenes, que teòricament només era un nomarca, en la pràctica va ser l'autèntic governant d'Egipte, ja que tenia facultat per imposar i recaptar impostos en tots els nomós del país. Tot i que fou acusat d'excessiva rapacitat, Egipte va prosperar durant el seu govern, sempre tenint en compte la desastrosa situació del país sota l'anterior domini persa. A més, va ser nomenat expressament per Alexandre responsable de l'edificació d'Alexandria, ciutat que va créixer ràpidament en detriment de les antigues capitals Memfis i Tebes.
Alexandre va morir el 323 aC sense hereus directes. Des de llavors fins al 305 aC diferents territoris de l'Imperi van ser governats en qualitat de satrapies pels seus generals (els anomenats Diàdocs), que durant aquest temps van mantenir diversos enfrontaments territorials i polítics entre ells. Mentrestant hi havia una unitat (només nominal) de l'Imperi sota Filip III Arrideu (germanastre d'Alexandre) i Alexandre IV (fill pòstum d'Alexandre i Roxana).
Perdicas va efectuar el primer repartiment de l'Imperi entre els diàdocs el 323 aC. A Ptolemeu, fill d'un noble macedoni anomenat Lagos, li va correspondre Egipte, i allà va portar el cos d'Alexandre per momificar-lo.

## Egipte ptolemaic

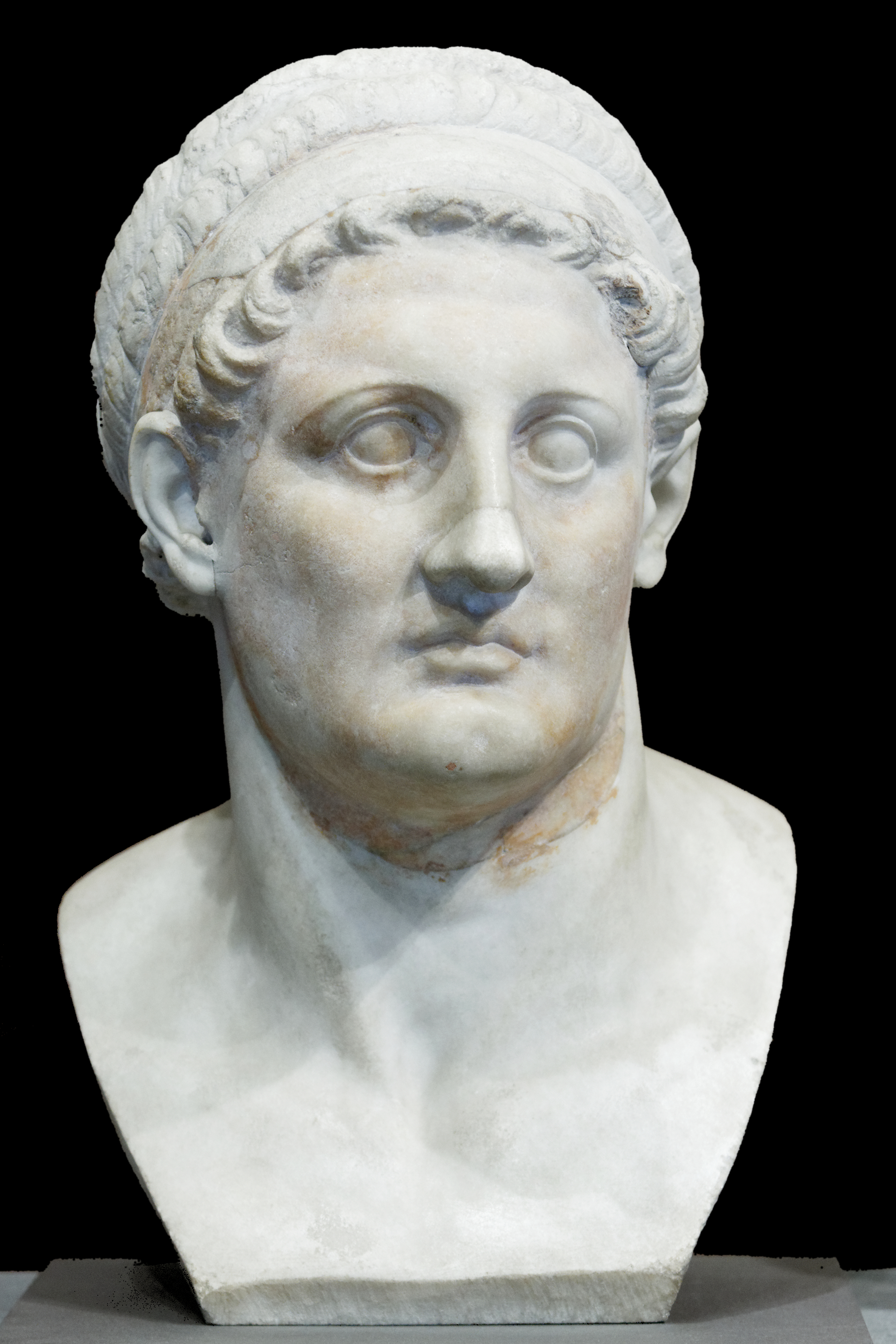
Bust en marbre de Ptolemeu I (Museu del Louvre, París)

Primer com a governador i després com a rei, Ptolemeu va regir Egipte fins a la seva mort, i després d'ell tots els seus successors homes al tron van adoptar també el nom de Ptolemeu. Per això aquesta dinastia fundada per ell, l'última de l'Egipte independent, es coneix com a ptolemaica o làgida (pel cognom patronímic de Ptolemeu).

### Ptolemeu I
A partir del 322 aC van tenir lloc les anomenades Guerres dels diàdocs (322 - 320 aC; 319 - 315 aC; 314-311 aC i 308-301 aC), un element fonamental de la política exterior que Ptolemeu va haver d'afrontar des que va arribar al govern d'Egipte. Va ser el més prudent dels diàdocs, i va comprendre de seguida, al contrari que els seus rivals, que apoderar-se de tot l'Imperi era impossible, i es va concentrar en consolidar i assegurar els territoris que ja tenia sota el seu poder com a governador, i després tractà de reforçar la seva defensa prenent el control d'àrees adjacents per les quals es pogués accedir. Finalment va aconseguir els seus objectius. El 322 aC va rebutjar una invasió de Perdicas. Va derrotar Antígon el borni, primer a Gaza (312 aC) i finalment a Ipsos (301 aC), batalla aquesta que va posar fi a les Guerres dels diàdocs. Cap al final del seu regnat controlava Xipre i Cirene, tenia nombrosos interessos i influències a l'Egeu, i disputava Palestina als seus rivals.
Ptolemeu es va proclamar faraó el 305 aC i com a tal va heretar la condició de divinitat que tenia Alexandre. Tot i ser reis dels egipcis, ell i els seus successors van necessitar els grecs per a l'administració i l'exèrcit. D'altra banda, es van mantenir els tradicionals costums religiosos egipcis, de gran importància social. Les cultures hel·lènica i egípcia van conservar les seves característiques i zones de predomini pròpies, però alhora es van influir mútuament.
El monarca va dotar Alexandria d'un règim polític autonòmic, va fer edificar-hi la Biblioteca i es va iniciar la construcció del seu Far. La ciutat es va poblar amb un gran nombre d'habitants vinguts de Judea i de grecs de diversos punts de l'Hèl·lade.
A la resta d'Egipte, Ptolemeu es va servir de la ja existent i ben organitzada xarxa burocràtica egípcia, però hi va afegir certes millores (com ara els censos als nomós i poblacions) per augmentar la producció, per tal de maximitzar l'explotació econòmica.

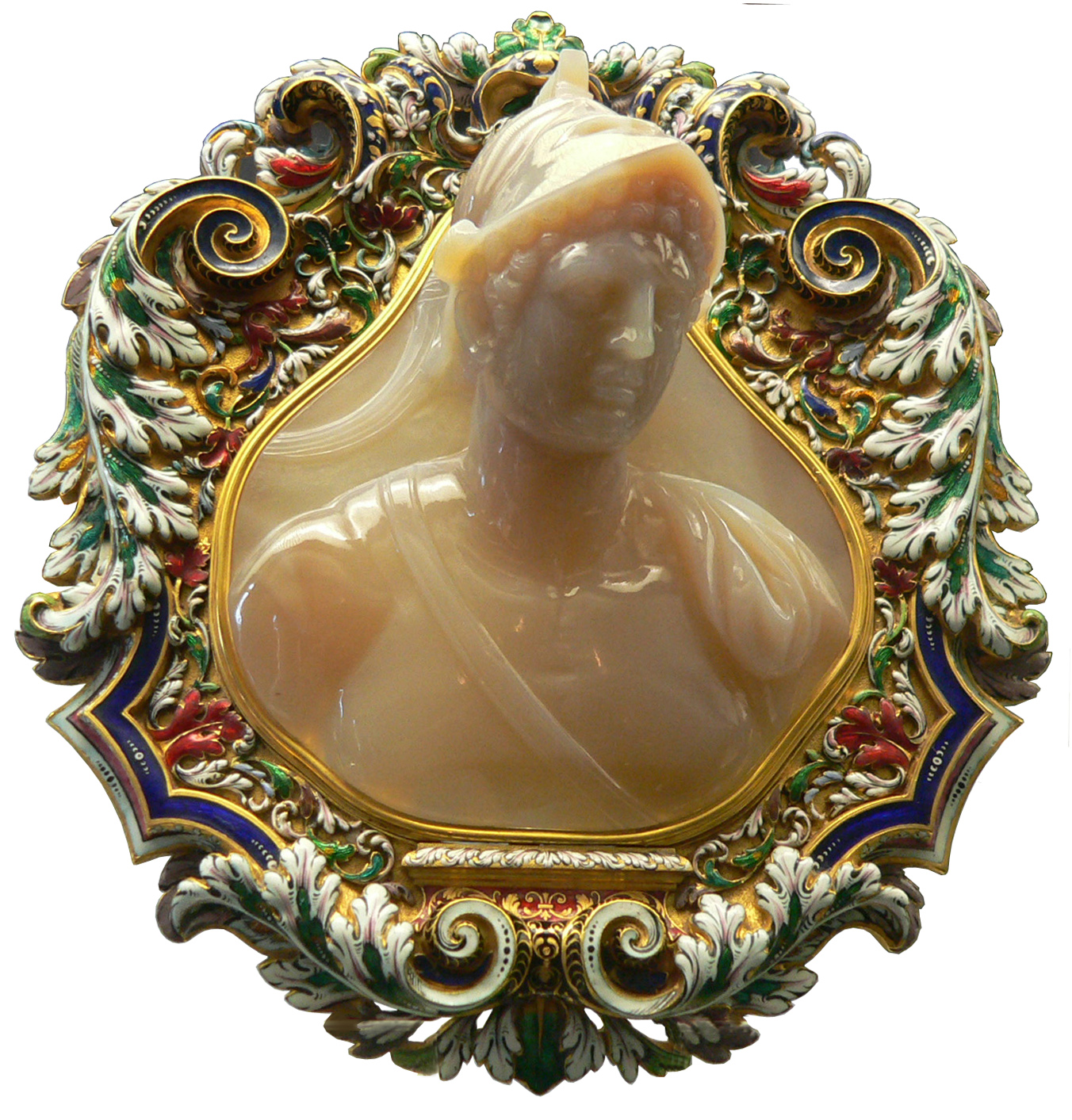
Camafeu que representa Ptolemeu II.

### Ptolemeu II
Ptolemeu II Filadelf, que va succeir el seu pare l'any 283 aC, va continuar la política exterior d'aquest, però ara els enfrontaments, amb conseqüències menys radicals al mapa polític, van ser entre una nova generació de reis, els anomenats Epígons, successors dels Diàdocs.
Durant el seu regnat es va produir una generalitzada reorganització administrativa i econòmica d'Egipte. Ja va ser iniciada pel seu pare, però d'aquests anys es conserven una gran quantitat de fonts escrites que ens mostren, de primera mà, la naturalesa de la vida social, econòmica i burocràtica del període.

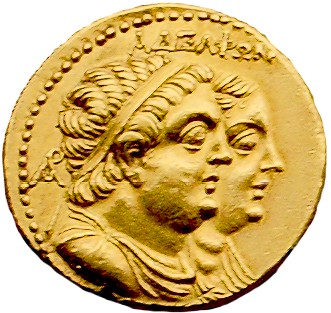
Octodracma: efígies de Ptolemeu II i Arsinoe II.

La segona esposa de Ptolemeu II va ser la seva pròpia germana, Arsinoe II. Aquest fet, desconegut en el món hel·lènic però habitual entre els faraons egipcis, va ser imitat per la majoria dels posteriors membres de la dinastia. Arsinoe va ser activament corregent d'Egipte i després de la seva mort (270 aC) se li va rendir culte al costat del seu germà amb el sobrenom de «Déus Filadelfs» ('déus germans que s'estimen mútuament').

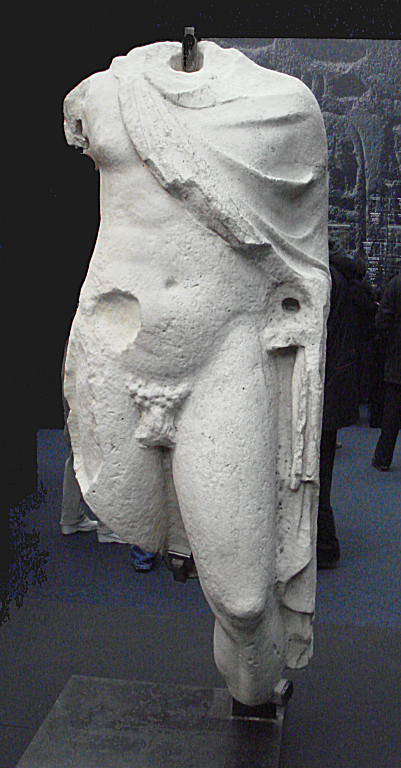
Estàtua de Ptolemeu III vestit com a Hermes.

El rei també va afavorir el desenvolupament econòmic i de l'agricultura: es van introduir nous conreus i sistemes d'irrigació, i es va crear un nou sistema monetari.

### Ptolemeu III
Ptolemeu III va heretar, a la mort del seu pare, (246 aC) un país en bon estat i durant el seu regnat es va perllongar aquesta prosperitat. A més, el seu matrimoni amb Berenice de Cirene li va permetre recuperar aquest territori.
De la seva política exterior destaquen les seves incursions militars a l'Imperi Selèucida durant la Tercera guerra siriana (246-241 aC), primer per defensar els drets al tron de la seva germana Berenice de Síria i el seu fill, i després per venjar la seva mort a mans de Laodice. Va arribar fins i tot a Babilònia (tot i que posteriorment se'n va retirar) i va recuperar estàtues i objectes religiosos egipcis sostrets del país tres segles abans per Cambises II (per la qual cosa va rebre el sobrenom d'Evergetes, «el Benefactor»). També es va endinsar a Núbia i va establir el predomini naval egipci a l'Egeu.
Igual que el seu pare, Ptolemeu III va protegir i estimular la cultura. Va augmentar el nombre de volums de la Biblioteca d'Alexandria, va iniciar la construcció del Temple d'Horus a Edfú (237 aC), i va intentar establir un nou i molt més precís calendari solar amb la promulgació del Decret de Canop (març del 237 aC). A més va atorgar la plena ciutadania alexandrina als jueus i va emparar la seva religió.

### Declivi ptolemaic

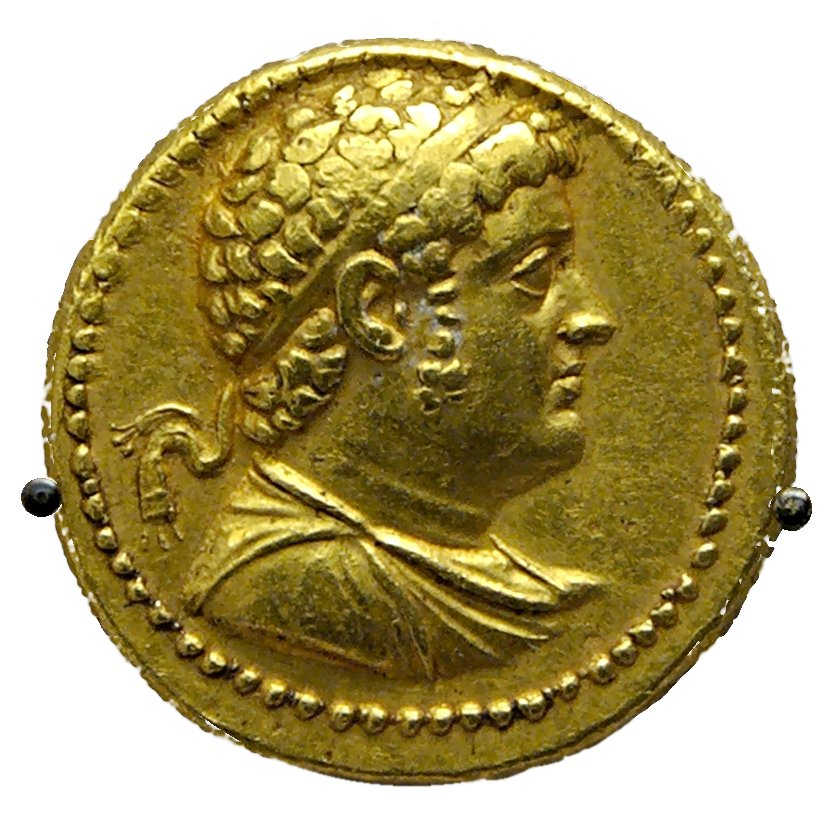
Octodracma: efígie de Ptolemeu IV.

#### Ptolemeu IV
Evergetes va morir el 221 aC i el va succeir el seu fill de 23 anys Ptolemeu IV, que les fonts gregues presenten com un governant feble i corrupte. El cert és que es va interessar més per la cultura i el luxe que per la política, i va delegar aquesta en un ministre alexandrí anomenat Sosibi. Amb tot i això va derrotar a Ràfia (217 aC) Antíoc III, batalla en la qual, per primera vegada des de l'arribada d'Alexandre, la major part de l'exèrcit egipci era indígena. Aquest fet va trencar el mite de la invencibilitat dels soldats grec-macedonis i va animar alguns nadius a iniciar revoltes ocasionals, que no obstant això van ser sufocades sense massa dificultat per la monarquia.

#### Ptolemeu V

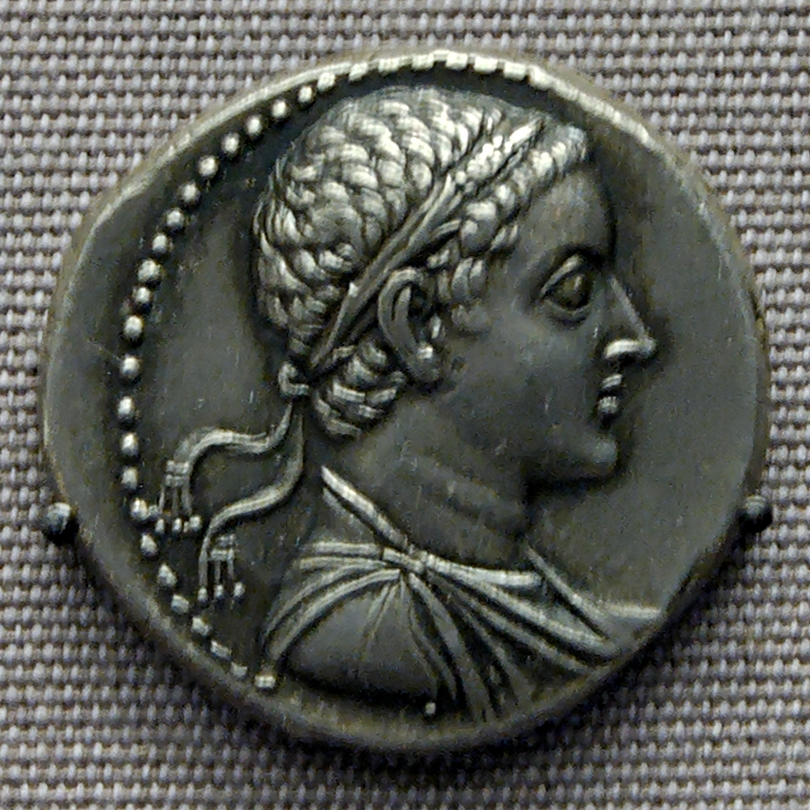
Tetradracma: efígie de Ptolemeu V.

Ptolemeu V va accedir al tron (205 aC) quan tenia cinc anys, i durant la seva minoria d'edat diferents regents es van fer càrrec del govern. Aquests no van poder enfrontar amb eficàcia els atacs conjunts d'Antíoc III el gran i Felip V de Macedònia, i després de la Cinquena guerra siriana (202-195 aC) Egipte va perdre els seus territoris egeus a l'Àsia Menor i Tràcia, i Celesíria (inclosa Judea).
La situació interior del regne va empitjorar amb l'augment de les revoltes natives, que van arribar al seu punt àlgid a la Tebaida, on es va establir fins i tot una efímera dinastia indígena (Hugronafor i Ankhmakis) des del 205 fins a 186 aC. La monarquia va reprimir les revoltes amb contundència, però també va intentar un acostament als nadius a través del clergat, com es reflecteix en la coronació (197 aC) de Ptolemeu V Epífanes ("el déu que es manifesta") mitjançant l'antic ritu egipci i la promulgació del Decret de Memfis (197 aC, recollit a la Pedra de Rosetta).

#### Ptolemeu VI

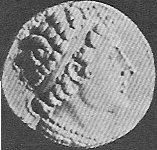
Moneda: efígie de Ptolemeu VI.

Igual que el seu pare, Ptolemeu VI va arribar al tron (180 aC) de nen, i va ser la seva mare Cleòpatra I qui va governar el país, pacíficament, fins a la seva mort el 176 aC. El 170 aC Antíoc IV va envair Egipte, tot i que van mantenir el faraó com a mer rei titella. Els alexandrins es van oposar a això i van reaccionar proclamant rei el seu germà Ptolemeu Fiscó. Després, però, durant una absència d'Antíoc els dos germans van acordar governar junts. Això va provocar un segon atac d'Antíoc, però durant el setge d'Alexandria, Roma (aliada d'Egipte), mitjançant el seu ambaixador Gai Popil·li Laenes (un fet que prova la seva poderosa influència) el va obligar a retirar-se immediatament (168 aC). Més tard, aprofitant la mort d'Antíoc IV (164 aC), Ptolemeu VI va intervenir en les disputes internes a Síria, primer donant suport, i després atacant, l'usurpador Alexandre I Balas.
La política interior es va caracteritzar per intenses disputes dinàstiques entre Ptolemeu VI (Filomètor) i el seu germà Fiscó, que es van resoldre mitjançant la intervenció romana: el primer es quedà amb Egipte i el segon amb Cirene.
Ptolemeu VI va morir a Síria durant una batalla contra Alexandre Balas el 145 aC. La seva germana i vídua Cleòpatra II va fer coronar llavors el fill d'ambdós com a Ptolemeu VII Neofilopàtor. Però aquest mateix any Fiscó va tornar a Egipte, va prendre el tron amb el nom de Ptolemeu VIII Evergetes II, i l'any següent va assassinar Neofilopàtor i es va casar amb Cleòpatra II (també germana seva).

### Els últims Ptolemeus
L'Egipte ptolemaic entra ara en la seva etapa final d'imparable decadència en què se succeeixen contínues disputes (sovint violentes) pel poder entre els diferents membres de la dinastia, alhora que el país va caient progressivament sota la tutela de Roma, que en funció dels seus interessos decidirà directament o indirectament qui regna. Just abans de la definitiva i total pèrdua de la independència, destacarà -com una hàbil i poderosa governant- Cleòpatra VII, l'última reina làgida i de l'antic Egipte.
De Ptolemeu VIII Evergetes II relaten els historiadors de l'antiguitat que era detestat pels grecs, degut a la seva crueltat, tirania i forta repressió sobre els alexandrins. A més, hi va haver durant el seu govern un deteriorament de les condicions socioeconòmiques, juntament amb revoltes i abandonament de terres i propietats per part dels camperols. D'altra banda, els testimonis conservats dels egipcis, els quals van començar a ocupar alts càrrecs en l'exèrcit, donen una visió favorable del monarca. Com a fet positiu del regnat cal destacar el començament d'importants relacions comercials resultants del descobriment per Eudox de Cízic d'una nova ruta cap a l'Índia a través del Mar d'Oman.
Evergetes II es va casar amb Cleòpatra III, filla de Ptolemeu VI Filomètor i Cleòpatra II, sense haver repudiat aquesta última, que es va revoltar contra ell, i arribà fins i tot a expulsar-lo momentàniament (131 aC), però després es va reconciliar (125 aC) i va acceptar de governar amb ell i Cleòpatra III. Ambdós germans van morir el 116. Evergetes II va designar com a cohereus Cleòpatra III i el fill d'ambdós que ella elegís. No obstant això, per la pressió dels alexandrins, i en contra de la seva voluntat, el corregent va ser Ptolemeu IX Làtir en detriment del seu germà Ptolemeu X Alexandre I, que va quedar com a rei de Xipre. El fill bastard Ptolemeu Apió va heretar Cirene, que a la seva mort (96 aC) va llegar a Roma.
Cleòpatra III va aconseguir finalment corregnar amb Alexandre I després d'expulsar, per dues vegades (110 aC i 107 aC), Soter II. Alexandre I, que va assassinar la seva mare el 101 aC, va ser expulsat pels alexandrins en 89 aC però va tornar l'any següent amb un exèrcit de mercenaris reclutats a Síria, als quals va pagar saquejant la tomba d'Alexandre el Gran, el que va provocar una nova revolta de la població, que el va expulsar per segona vegada. Va morir poc després mentre tractava de prendre la costa de Lícia. Soter II va tornar llavors a ser rei (88 aC-80 aC), i associà al tron la vídua del seu germà i alhora filla seva, Berenice III, que a la seva mort seria la seva hereva. El 88 aC va reprimir una revolta a Tebes: va assetjar la ciutat durant tres anys i la va saquejar.
En els sis mesos que va governar, Berenice III es va guanyar l'afecte del poble. Però Ptolemeu XI Alexandre II, fill d'Alexandre I, amb el suport del dictador romà Sul·la, la va obligar a casar-se amb ell per accedir així a la corregència. 19 dies després, Berenice, que insistia a governar sola, va ser assassinada pel seu marit, i l'enfurismat poble d'Alexandria va reaccionar matant-lo a ell.

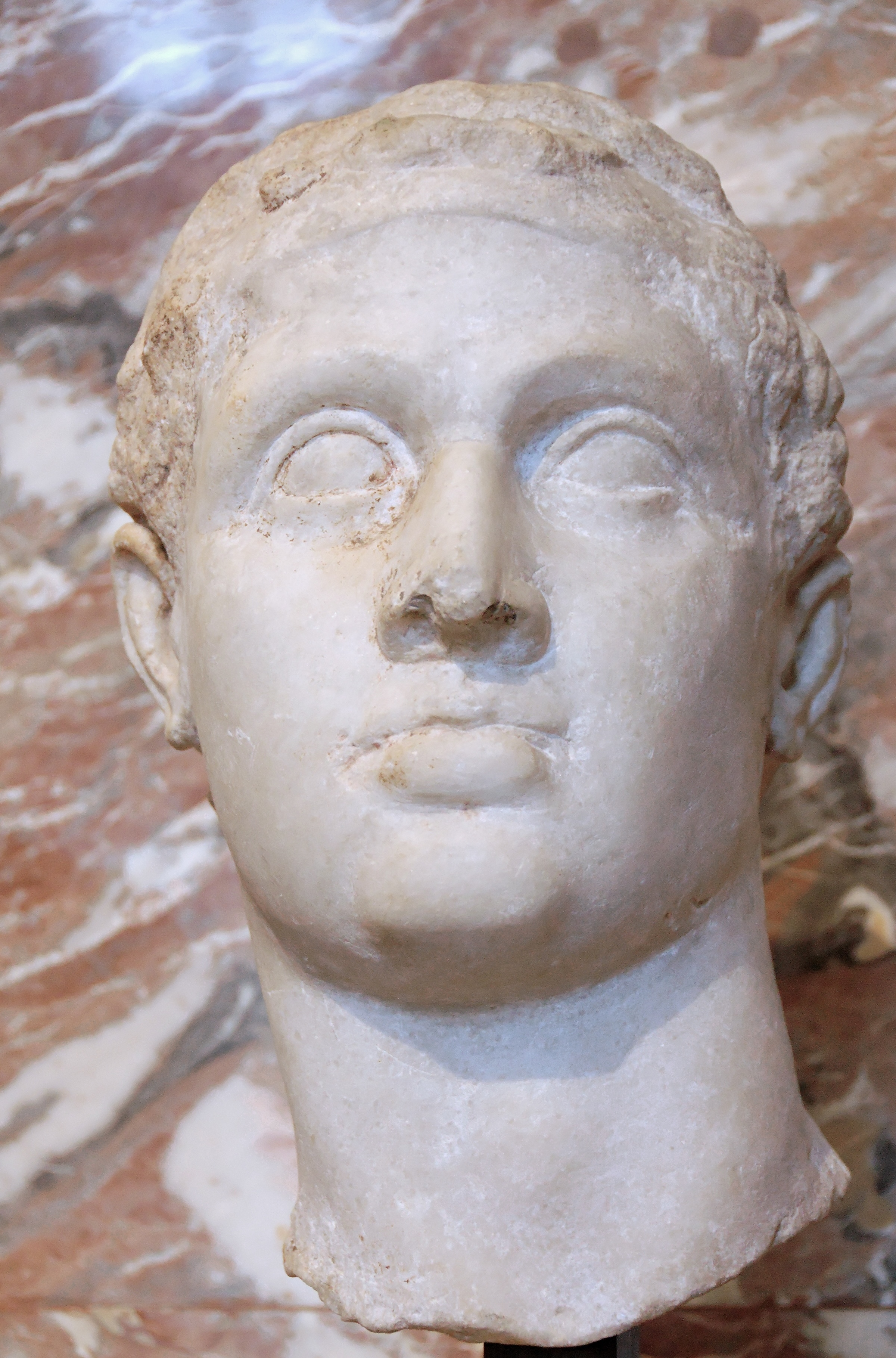
Bust de Ptolemeu XII Auletes.

Alexandria va triar com a nou monarca (80 aC) Ptolemeu XII Auletes, un fill bastard de Soter II. Per aquest fet la seva legitimitat com a rei va ser posada en dubte per una part del Senat romà a 65 aC, que pretenia amb això justificar l'annexió d'Egipte. Així doncs, el principal objectiu polític d'Auletes va ser aconseguir suficients suports a Roma per mantenir el seu estatus. Ho va aconseguir amb l'enviament de tropes de suport al cònsol i general Pompeu i subornant al llavors cònsol Juli Cèsar (59 aC). No obstant això no va evitar que el 58 aC Roma s'annexionés Xipre, el que va causar una insurrecció popular que va obligar-lo a marxar a Roma per demanar ajuda militar. En la seva absència, i després de la mort de la seva dona Cleòpatra V, els alexandrins proclamen reina la seva filla Berenice IV. La disputa pel tron hauria de resoldre's llavors al Senat romà. Auletes, tot i realitzar ingents suborns (que el van obligar a endeutar-se) i assassinar delegats alexandrins, no aconseguí d'ell ajuda militar, però va ser finalment restaurat (55 aC) per un exèrcit romà a les ordres d'un lloctinent de Pompeu, i va executar després Berenice.

#### Cleòpatra
Auletes designa successors els seus fills Ptolemeu XIII Filopàtor i Cleòpatra VII, que comptaven amb deu i disset anys respectivament quan el seu pare va morir el 51 aC Aviat van sorgir les desavinences entre els dos corregents, i l'any 48 aC Cleòpatra va abandonar Alexandria amb l'objectiu de reunir un exèrcit i donar un cop d'Estat que li atorgués el poder en solitari.

##### Juli Cèsar
Roma també estava en guerra civil i aquell mateix any Pompeu va fugir a Egipte després de la seva derrota a Farsàlia a mans de Juli Cèsar. El govern egipci, de facto en mans d'un eunuc de la cort anomenat Potí, el va assassinar, perquè pensava obtenir així un consegüent suport de Cèsar que li permetés vèncer el bàndol de Cleòpatra VII. No obstant això, al general romà, que va arribar a Alexandria uns dies més tard en persecució del seu rival, no li va agradar la decisió, ja que la seva intenció era capturar-lo amb vida o potser fins i tot perdonar-lo.
Al mateix temps, Cleòpatra aconseguí entrar (burlant el control dels partidaris del seu germà) fins al palau reial en què es trobava Cèsar, a fi i efecte de persuadir-lo perquè prengués partit a favor d'ella. El general va proposar una reconciliació entre els germans que va ser rebutja per Ptolemeu, qui a més va decidir atacar els soldats romans aprofitant el seu aïllament. Aquests van resistir el setge al palau d'Alexandria fins que l'arribada de reforços els va permetre contraatacar i aconseguir la victòria final. Ptolemeu XIII va morir durant un dels combats i Cleòpatra va ser proclamada reina (47 aC) amb un altre dels seus germans, Ptolemeu XIV Filopàtor II.
Juli Cèsar i Cleòpatra VII van passar junts uns quants mesos a Egipte i fruit de la seva relació naixeria Ptolemeu XV, més conegut com a Cesarió. Després ell va partir a combatre (i derrotar) a Farnaces del Pont (47 aC) ja doblegar amb èxit la resistència dels optimats a Tapsos (febrer de 46) i Munda (març de 45 aC), alhora que feia a Roma diverses reformes polítiques que li pertocaven tant a ell personalment com a l'Imperi en general. A més de la instauració d'una monarquia romana, entre els objectius finals de Cèsar probablement es trobava el d'unir, mitjançant el seu matrimoni amb Cleòpatra VII, els Estats romà i egipci, la qual cosa donaria com a resultat la unitat política de tot el món mediterrani.
La influència egípcia durant aquests anys de Juli Cèsar a Roma també es va reflectir en l'administració, la societat, la cultura i fins i tot la religió. Cal citar, per exemple, la recaptació directa dels impostos per l'Estat (que evitava els anteriors abusos dels publicans); l'inici de l'administració racional (i no la mera explotació) de les províncies; l'adopció, amb petites correccions, del calendari de Canop (anomenat des d'aleshores julià), i la introducció del culte a Isis. La mateixa Cleòpatra VII va estar dues vegades (46 i 45 - 44 aC) a Roma al costat de Cesarió. Durant la segona van assassinar Juli Cèsar (15 de març del 44 aC), després d'això va haver de fugir a Egipte. Allà va executar el seu germà Ptolemeu XIV i va posar al tron el seu fill.

##### Marc Antoni
En les posteriors pugnes entre republicans i partidaris de Cèsar, i en contra del que es podria esperar, Cleòpatra VII no va prestar ajuda als segons sinó que es va mantenir neutral a l'espera d'un resultat. Finalment van vèncer els triumvirs Octavi i Marc Antoni, que prèviament (42 aC) s'havien repartit l'Imperi. Al 41 aC, el segon d'ells, com a governador de la part oriental, es va reunir a Tars amb la reina per demanar-li explicacions per la seva actitud. Cleòpatra va preparar una sumptuosa trobada amb l'objectiu de seduir el romà com ja va fer amb Juli Cèsar, cosa que va aconseguir amb escreix, ja que a partir de llavors la seva relació personal va condicionar totalment les decisions polítiques de Marc Antoni, el qual, a diferència de Cèsar, va supeditar la seva voluntat i interessos als de la reina d'Egipte.
La parella va passar junta a Egipte l'hivern de 41 - 40 aC i fruit de la seva relació naixerien els bessons Alexandre Heli i Cleòpatra Selene. Després ell va marxar a Roma, però va tornar a la tardor del 37 aC, en el curs d'una campanya contra els parts, i es va casar amb ella (sense repudiar la seva dona Octàvia, germana d'Octavi). Marc Antoni va cedir a Cleòpatra VII Xipre, Fenícia i Creta, i Egipte va tornar a tenir una extensió similar a la dels temps dels primers làgides. Van tenir un altre fill (Ptolemeu Filadelf), van portar junts una vida de luxe i malbaratament, i nomenaren els seus fills hereus de diversos Estats satèl·lits com Armènia i Cirene (34 aC).
La relació entre Octavi i Marc Antoni havia anat empitjorant progressivament i a partir de l'any 37 aC el primer ja considerava el segon un enemic contra el qual va utilitzar la propaganda davant el poble i el Senat de Roma, on el presentava com un titella en mans de la reina d'Egipte en detriment dels interessos de Roma. En acabar la vigència del triumvirat (33 aC) els dos rivals es van llançar acusacions al Senat, però Octavi va reforçar les seves en desvetllar el testament secret d'Antoni de les vestals, un fet que corroborava els seus arguments i propiciava la posterior destitució del seu rival i la declaració de guerra a Egipte (32 aC).
L'exèrcit de Marc Antoni (tant terrestre com marítim), tot i que menys disciplinat i entrenat que el d'Octavi, era més nombrós. Però, en la decisiva batalla naval d'Àccium (2 de setembre del 31 aC), els més maniobrables vaixells del general Agripa van aconseguir situar-se davant de la flota de Cleòpatra. Aquesta va fugir llavors presa del pànic, i en adonar-se Antoni va anar darrere d'ella abandonant els seus homes, que al final van perdre la batalla. Això decantaria la victòria final cap al bàndol d'Octavi, qui el 30 de juliol de l'any 30 aC entrava amb facilitat a Alexandria. A continuació Marc Antoni es va suïcidar. Després d'una entrevista amb Octavi, i preveient el final que segurament l'esperava (desfilar com presonera al triomf del romà), Cleòpatra VII també es va suïcidar (segons la tradició mitjançant la mossegada d'un àspid) a finals d'agost del mateix any. El seu regne es convertia ara en la Província romana d'Egipte.

## Govern i civilització del període hel·lenístic
L'abundància de papirs públics i privats d'aquest període ens ha deixat una imatge bastant clara de la naturalesa de la vida quotidiana, i ha fet de l'Egipte ptolemaic un dels llocs del món antic més ben coneguts pels historiadors. La documentació és especialment profusa pel que fa a mitjans del segle iii aC, quan Ptolemeu II va desenvolupar un intens procés d'organització administrativa del país, de la qual també se'n van aprofitar els seus successors.

### Administració
Els làgides van accentuar la centralització i el control dels seus dominis, i la seva administració, que complementava els cadastres i els empadronaments, va ser molt minuciosa. Estava estretament relacionada amb el sistema econòmic, planificat per produir el major ingrés possible per l'Estat.
Un dels nombrosos problemes dels primers Ptolemeus va ser la seva necessitat de comptar amb grecs per a l'exèrcit i l'administració. Als que servien en l'exèrcit, el rei (propietari de tot el sòl) els atorgava parcel·les de terra en usdefruit. Aquests soldats (anomenats klēroūkhos, "terratinents") van formar inicialment la cleruquia, l'espina dorsal del sistema legal, econòmic i administratiu. Molts d'ells van ocupar càrrecs oficials menors i majors.
La terra que el rei no concedia als privilegiats, com els esmentats soldats i els temples, s'arrendava als camperols indígenes per parcel·les. No obstant això aquests havien de seguir les ordres dels funcionaris, que delimitaven la superfície a cultivar i distribuïen per endavant les llavors, que després cobraven després de la collita, juntament amb l'arrendament i els impostos. El que quedava per al pagès només li permetia de mantenir un baix nivell de vida, mentre l'Estat obtenia grans beneficis mitjançant l'exportació. A més, aquell no podia abandonar la seva residència sense el permís reial.
L'elaborada estructura administrativa tenia burocràcies paral·leles, cadascuna amb la seva pròpia jerarquia, per als diferents departaments de govern: un departament d'ingressos supervisava la recaptació d'impostos i la seva transferència a la corona: un d'administració de terres determinava la superfície destinada a la sembra dels diversos cultius i verificava la seva realització, i un departament de fitxers mantenia registres de propietat de terres, d'assignacions de sembres i els seus requisits, i de gravàmens i pagament d'impostos. Aquests tres departaments operaven a diversos nivells. En el més alt d'ells, el nomós, un oikonomos supervisava l'administració dels ingressos, un monarca feia el mateix amb la terra, i un escriba reial s'encarregava dels registres. En un nivell inferior estaven els seus respectius subalterns, que exercien aquestes mateixes funcions en àmbits més reduïts, com les poblacions. Els estrategs ("generals"), a més d'assumir tasques militars, administraven justícia en el nomós. Per sobre de tots aquests càrrecs se situava l'anomenat dieceta (ministre de finances), que dirigia des d'Alexandria les activitats econòmiques de tot el país. No obstant això, aquesta estructura tripartida no sempre era tan exacta. Algunes àrees requerien una major articulació administrativa i per això, hi havia en elles més divisions i nivells, mentre que en altres succeïa el contrari en no disposar l'Estat de suficients funcionaris.
Tant grecs com egipcis formaven part del funcionariat. Els segons van ocupar llocs de baix i també d'alt rang, com mostren papirs i estàtues d'ells.
Alexandria tenia el seu propi règim polític de ciutat grega, i jurídicament mai no va ser considerada com una part d'Egipte, sinó juxtaposada a ell.

### Economia
Els làgides van establir un sistema econòmic mixt, que comptava amb monopolis reals i negocis privats. De l'explotació dels primers i dels impostos sobre els segons obtenien ingressos. Es conserven papirs del segle iii aC que mostren, per exemple, l'existència en temps de Ptolemeu II Filadelf de monopolis reials de l'oli, producció tèxtil, fabricació i venda de cervesa, i distribució de sal. El que no estava monopolitzat estava gravat, a diferents nivells segons el producte en qüestió.
Tot i que no és possible determinar amb exactitud en què es gastaven després els guanys, el cert és que una bona part d'ells anava destinada a mantenir l'ampli estament militar ptolemaic. Dins del país, alguns diners es destinaven a l'administració, tot i que la despesa en personal estava encaminada a la posterior obtenció de beneficis. Molts papirs fan referència a aquests pagaments, que figuren coma salaris prefixats per endavant en lleis, i no com una quantitat en funció del guany resultant (pràctica emprada pels romans).
L'economia de l'Egipte hel·lenístic era altament sofisticada i incloïa ocupacions especialitzades. Per exemple, la banca, que servia al mateix temps al rei i a interessos privats. El banc reial, amb sucursals a tot el país, feia de tresoreria, cobrava els pagaments deguts al rei, i efectuava pagaments oficials a les autoritats competents. De la mateixa manera, els bancs realitzaven tot tipus d'operacions privades, com ara préstecs, dipòsits i pagaments a compte. Coses totes elles de les que donaven fe per escrit. Hi ha constància que terres i cases van ser també objecte de transaccions econòmiques (com préstecs), tot i que en teoria el rei tenia la majoria d'elles.
El comerç exterior estava controlat per l'Estat. Egipte exportava ordi, blat, papir, teles de lli, vidre i artesania, i importava fustes i metalls.

### Religió
Igual que en els anteriors aspectes, els Ptolomeus també van exercir una estreta vigilància sobre la religió, la qual cosa els va crear a vegades problemes amb el clergat. Aquest control obeïa més a les interrelacions amb la política, i fins i tot amb l'economia, que tenia la religió a l'antic Egipte. Ja des de l'inici, sembla que les terres dels temples eren administrades per funcionaris, tal com feien amb les del rei. El govern pagava les despeses dels temples i obtenia ingressos per l'explotació de les seves terres.
Pel que fa als grecs, no van tenir problemes en conviure amb la religió egípcia, que ja respectaven des de feia temps i podien, fins i tot, adorar algunes de les seves deïtats tal com feien amb les pròpies. Aquest és el cas del culte a Isis, que va arribar a propagar-se per tot el món hel·lenístic.

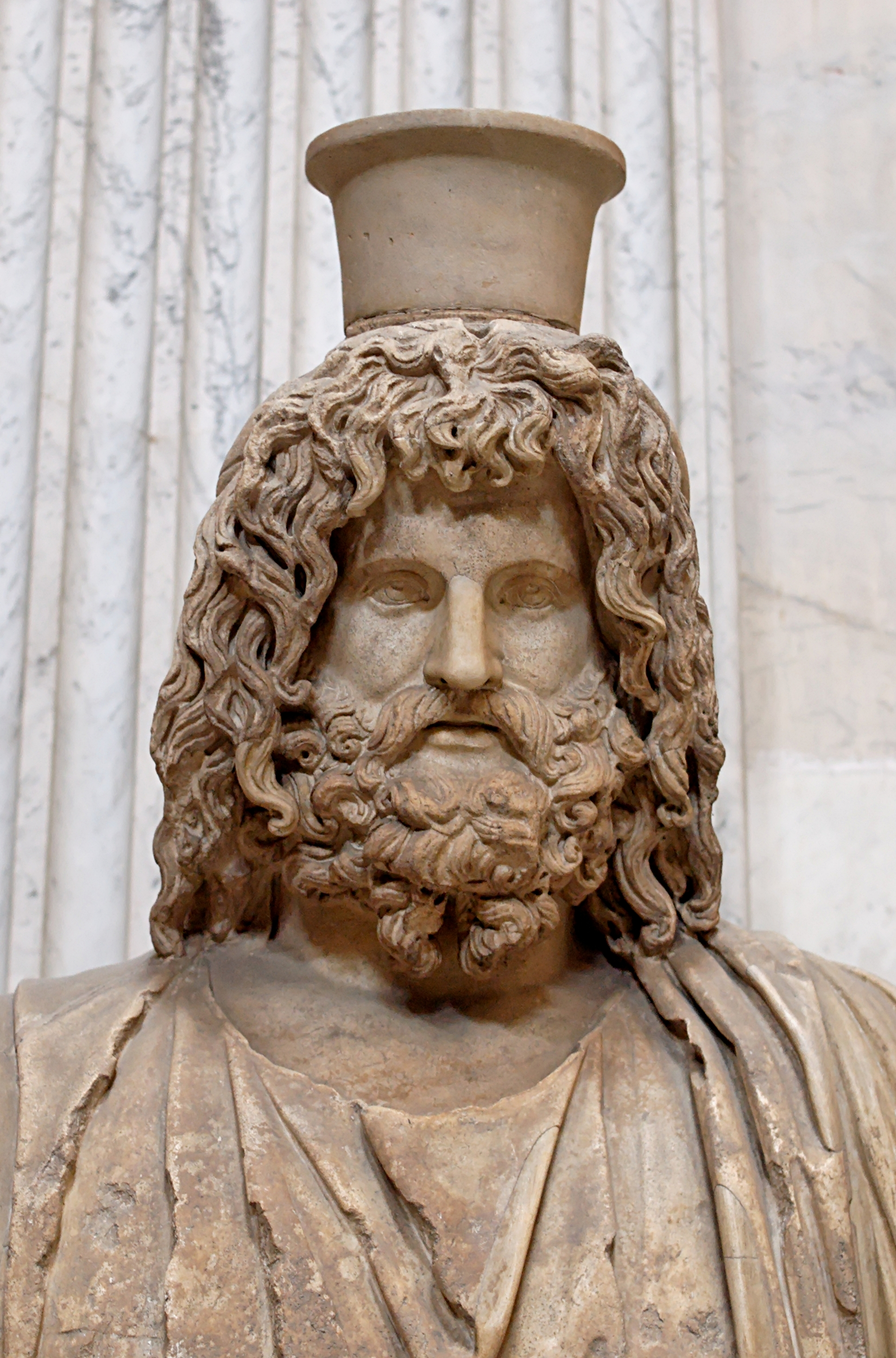
Còpia romana d'un bust del déu Serapis del Serapeu d'Alexandria

Tot i que, de tant en tant, van intentar restringir la influència política del clergat, els làgides no va desincentivar els cultes egipcis. Van construir nous temples a l'estil egipci (p. ex. el de Hathor a Denderah o Kom Ombo) i van impulsar el culte a Serapis, una deïtat sincrètica greco-egípcia per a la qual van erigir un santuari propi (Serapeu) a Alexandria al qual van dotar d'un elaborat sacerdoci.
Igual que els faraons de les dinasties precedents, els Ptolemeus van ser venerats com a déus en vida pels seus súbdits autòctons. Però van introduir a més el culte formalitzat a Alexandre el Gran i a cada un dels làgides morts. Per això, cap al final del període hi havia multitud de sacerdocis consagrats a cada un dels antics monarques divinitzats. Els sacerdots es reunien en sínodes en què promulgaven decrets en favor del monarca regnant, que han perdurat en forma d'inscripcions, i que mostren els diversos fins (polítics, religiosos i psicològics) que podia tenir el culte reial. Aquest també s'estimulava visualment mitjançant una iconografia particular. No obstant això, davant la minoria grega, la monarquia adoptava senyes d'identitat diferents, en les quals el làgida no era un rei-déu sinó més aviat uns basileus i la seva imatge (retrats de marbre o bronze, efígies en monedes, etc.) era de tipus hel·lènic.

### Dret
Al contrari que altres aspectes, en el Període Ptolemaic les qüestions legals, en aparença, es van mantenir separades a les comunitats egípcia i grega. El costum egipci va adquirir estatus legal mitjançant decret reial. Els egipcis i els seus contractes, eren jutjats per jutges nadius d'acord amb aquest costum. D'altra banda, els grecs redactaven contractes en grec per a ser valorats en diferents tribunals. En línies generals la llengua dels contractes determinava el tribunal de recurs en el Dret civil. No obstant això, gran part de la justícia s'executava mitjançant decisió administrativa, i atès que el sistema econòmic estava fèrriament controlat per la monarquia, bona part de l'activitat privada, així com els seus litigis, eren resolts per buròcrates més que per jutges.

### Cultura
Aquest període es caracteritza per un auge de la cultura, fonamentalment a Alexandria. La ciutat va acollir a gran quantitat de destacats escriptors del seu temps, sobretot durant el regnat dels primers Ptolemeus, i es va convertir en centre literari i cultural.
A Alexandria va tenir lloc una considerable producció literatura original, i d'allà provenen una gran part dels escrits en grec del món hel·lènic en aquest període. Però a més, a partir de mitjan segle iii aC, s'estudiava acadèmicament tot el bagatge cultural anterior, gràcies al qual s'han conservat moltes obres gregues primitives. Cal assenyalar en aquest aspecte, per exemple, el treball que sobre Homer van realitzar Zenòdot d'Efes i Aristarc de Samotràcia. La Biblioteca d'Alexandria recopilava tants manuscrits com podia, i alhora, durant tot el període, s'escrivien noves obres a la ciutat, que després es venien a grecs per tot el país. La ciència també va florir a l'Alexandria dels làgides, i hi van estudiar i investigar grans savis com Arquimedes, Euclides, Eratòstenes, Heró, Aristarc de Samos, etc. A causa d'aquesta gran quantitat de prominents homes de ciències i lletres, l'urbs va ser un dels principals nuclis del saber del món antic, va rivalitzar fins i tot amb Atenes, i va conservar la seva importància fins molt temps després de la fi de la dinastia ptolemaica.
El desplaçament cap a l'oest del centre de poder a la Mediterrània, va donar a Egipte una seguretat que va permetre la supervivència de la dinastia làgida, alhora que va propiciar un desenvolupament cultural grec al país. A la pràctica les cultures grega i egípcia no es van barrejar sinó que van coexistir. Els Ptolemeus van explotar els recursos del país i van impulsar la cultura grega, però van permetre la continuïtat de les institucions indígenes en aspectes religiosos, legals, literaris, i de costums. La seva obstinació a mantenir el grec com a idioma de l'administració va tenir com a efecte, al marge de la seva intencionalitat política, una contribució al gran floriment de la cultura hel·lènica a Alexandria.

## La monarquia hel·lenística
La monarquia hel·lenística era personal, la qual cosa significava que podia arribar a ser sobirà qualsevol que, per mitjà de la seva conducta, els seus mèrits o les seves accions militars, pogués aspirar al títol de basileus. En conseqüència, la victòria militar era, la majoria de les vegades, l'acte que legitimava l'accés al tron, permetent així regnar sobre una província o un estat. Seleuc I va utilitzar l'ocupació de Babilònia el 312 aC per legitimar la seva presència a Mesopotàmia, o la seva victòria el 281 aC sobre Lisímac per justificar les seves reivindicacions sobre el Bòsfor i Tràcia. Així mateix, els reis de Bitínia van treure profit de la victòria el 277 a. C. de Nicomedes I sobre els gàlates per afirmar les seves pretensions territorials.
Aquesta monarquia personal no tenia regles de successió precises, per la qual cosa eren freqüents querelles incessants i assassinats entre els molts aspirants. Tampoc existien lleis fonamentals ni textos que determinaran els poders del sobirà, sinó que era el propi sobirà qui determinava l'abast del seu poder. Aquest caràcter absolut i personal era, alhora, la força i la debilitat d'aquestes monarquies hel·lenístiques, en funció de les característiques i la personalitat del sobirà. Per tant, va ser necessari crear ideologies que justifiquessin la dominació de les dinasties d'origen macedoni i de cultura grega sobre els pobles totalment ignorants d'aquesta civilització. La Dinastia Ptolemaica va passar, d'aquesta manera, a ser de faraons davant els egipcis i tenien dret a aliar-se amb el clergat autòcton, atorgant esplèndides donacions als temples.
Pel que fa als pobles d'origen grec i macedònic que també governaven, els sobirans hel·lenístics havien de mostrar la imatge d'un rei just, que assegurés la pau i el benestar dels seus pobles, existint així la noció de Evergetes, el rei com a benefactor dels seus súbdits. Una de les conseqüències, esdevinguda ja en el regnat d'Alexandre el Gran, va ser la divinització del sobirà, a qui rendien honors els súbdits i les ciutats autònomes o independents que havien estat afavorides pel rei, el que va permetre reforçar la cohesió de cada regne en entorn de la dinastia regnant.
La fragilitat del poder dels sobirans hel·lenístics els obligava a una incessant activitat. En primer lloc calia vèncer militarment als seus adversaris, de manera que el període es va caracteritzar per una sèrie de conflictes entre els mateixos sobirans hel·lenístics o contra altres adversaris exteriors, com els parts o la incipient Antiga Roma. Els sobirans es veien obligats a viatjar constantment per tal d'instal·lar guarnicions, alhora que s'erigien ciutats que controlessin millor les divisions administratives dels seus regnes, sent sens dubte Antíoc III el monarca hel lenístic que més va viatjar entre Grècia, Síria, Egipte, Mesopotàmia, Pèrsia i les fronteres de l'Índia i Àsia Menor, abans de morir prop de la ciutat de Susa el 187 aC Per tal de mantenir les seves armades i finançar la construcció de les ciutats, va ser indispensable que els sobirans desenvolupessin una sòlida administració i fiscalitat. Els regnes hel·lenístics es van convertir així en gegantines estructures d'explotació fiscal, erigint-se en hereus directes de l'Imperi Aquemènida. Aquest treball esgotador, al qual s'unien les incessants queixes i recriminacions (ja que el rei era també jutge per als seus súbdits) van fer exclamar a Seleuc I:
| «                                                                  | Si la gent sabessin quant treball comporta escriure i llegir totes les cartes, ningú voldria ocupar una diadema, encara que s'arrossegués per terra. | » |
| — Plutarc, Moralia, «Si la política és la tasca dels ancians », II | |   |

Al voltant d'aquests sobirans gravitava una cort en la qual la comesa dels favorits es va tornar gradualment preponderant. Per regla general, eren els grecs i els macedonis els que gairebé sempre van ocupar el títol d'amics del rei (philoi). El desig d'Alexandre el Gran d'associar les elits asiàtiques al poder va ser abandonat, pel que aquesta dominació política greco-macedònica va adquirir, en molts aspectes, l'aparença d'una dominació colonial. Per aconseguir uns col·laboradors fidels i eficaços, el rei havia d'enriquir-los amb donacions i dominis pertanyents al domini real, la qual cosa no va impedir que alguns marcadors mantinguessin una dubtosa fidelitat, i de vegades, especialment en cas d'una minoria d'edat real, exercir efectivament el poder. Són els casos d'Hermies, del qual Antíoc III no va poder desfer-se fàcilment, o Sosibi a Egipte, a qui Polibi va atribuir una reputació sinistra.
Aquests reis disposaven d'un poder absolut, però estaven sotmesos a múltiples obligacions, com assegurar les seves fronteres, vèncer als seus enemics i posar a prova la seva naturalesa real per mitjà del seu comportament, legitimant la seva funció per la divinització de la seva persona. En l'època clàssica, el model de la monarquia, rebutjada pels filòsofs grecs, era asiàtic, en l'època hel·lenística era grec.

### Culte al rei
La monarquia hel·lenística es va recolzar en una aristocràcia creada pel mateix rei i va desenvolupar un caràcter especialment cosmopolita, molt lluny de l'anterior noblesa pairal. D'ara endavant el rei no seria triat lliurement pels seus ciutadans. Els reis hel·lenístics i els seus nobles van ser triats pel mateix rei però per dur a terme amb èxit i davant el poble tal sistema, van insistir en la idea de la divinitat, és a dir, el rei tenia dret a governar i a seleccionar la noblesa perquè el seu poder l'havia obtingut a través del seu llinatge diví i perquè ell mateix era en certa manera un déu. El pas següent va ser iniciar el culte al rei.
Aquest sistema de divinització va ser més polític que religiós i tenia els seus antecedents en el pensament grec anterior amb exemples de veneració a herois i altres personatges mortals que es van convertir en deïtats després de la seva mort, com és l'exemple d'Asclepi i altres figures menors que havien estat caps militars o fundadors de ciutats. La deïficació en vida dels reis hel·lenístics mai o gairebé mai va ser un assumpte purament religiós o espiritual; ningú va anar a resar o a demanar gràcies especials a cap d'aquests personatges. No obstant això va ser necessari establir el poder polític en éssers considerats pels seus súbdits com a déus.
El culte al rei havia començat ja en la figura d'Alexandre el Gran que va ser reconegut com un mortal realitzador de grans gestes i descendent d'Hèracles, confirmat en l'oracle de Siwa com a fill del mateix Zeus - Amon. La deïficació d'Alexandre en vida li va servir en moltes ocasions com aprovació i reconeixement legal del seu poder reial. El mateix Alexandre es prenia la seva deïficació com una cosa molt seriosa. Després de la seva mort moltes de les ciutats hel·lenístiques van seguir aquest procés, deïficant a alguns dels seus diàdocs, com va passar amb Demetri Poliorcetes, Antígon II Gònates, Lisímac de Tràcia, Cassandre, Seleuc I Nicàtor i Ptolemeu I.

#### Deïficació dels ptolomeus
Ptolemeu I mai va demanar honors divins però el seu fill Ptolemeu II va organitzar la cerimònia de l'apoteosi pel pare i la mare Berenice, amb el títol de Déus Salvadors (Sóter). Més tard, cap a l'any 270, Ptolemeu II i la seva dona Arsinoe I van ser deïficats en vida amb el títol de Déus germans (Filadelf). Se sap que se'ls va rendir culte en el santuari d'Alexandre el Gran que encara existia, on el seu diádoc Ptolemeu I havia dipositat el cos. (En l'actualitat és un misteri el parador d'aquest santuari).
Els reis i reines successors de Ptolemeu II van ser deïficats immediatament després del seu ascens al tron, amb cerimònies d'apoteosi en què podia veure la influència de la religió i tradició egípcies. En l'Egipte hel·lenístic el culte al rei va ser una fusió entre les tradicions gregues per a la deïficació política i les tradicions egípcies, amb una gran càrrega religiosa.

#### Gots de la reina
Són unes gerres de ceràmica vidriada, fabricades en sèrie, que s'utilitzaven en les festes que es feien per al culte dels reis. S'aixecaven altars provisionals on es feien les ofrenes. Les libacions de vi es dipositaven en aquestes gerres especials que solien estar decorades amb el retrat de la reina que ocupava el tron en aquest moment. En l'entorn artístic es diuen gots de la reina perquè sempre ve representada la reina, amb una cornucòpia a la mà esquerra i un plat de libacions a la dreta, amb un altar i un pilar sagrat. Els relleus descrits anaven acompanyats amb inscripcions que servien per identificar la reina representada. Algunes d'aquestes gerres o gots han aparegut en diferents tombes. Aquests exemplars es poden datar des de Ptolemeu II fins a l'any 116 aC El vestit de les reines és fonamentalment grec: porten un xitó sense mànigues i un himation enrotllat al voltant de la cintura i recollit sobre el braç esquerre.

### Deïficació dels selèucides
A la mort de Seleuc I el seu fill Antíoc I Sòter va preparar la cerimònia per a la seva apoteosi. Més tard es va fundar un sacerdoci especialitzat per al culte del monarca viu i dels seus avantpassats. Els reis de Pèrgam van dir ser descendents del déu Dionís. Aquests reis eren venerats en vida però només després de la seva mort rebien el títol de theos. Antíoc III en el 193 aC va crear una comunitat de sacerdotesses que serien les encarregades del culte a la seva dona Laodice. Una de les normes dictades per aquest rei per a aquestes sacerdotesses va ser que en la seva indumentària havien de portar una corona d'or decorada amb retrats de la reina.

## Cronologia del període hel·lenístic d'Egipte
Cronologia estimada pels historiadors:
- Primer faraó: Alexandre el Gran, 332-323 aC

- Darrer faraó: Cleòpatra VII, 51 - 30 aC
  - Ptolemeu XV Cesarió, 44 - 30 aC